# Charles Watson-Wentworth
Charles Watson-Wentworth, II marqués de Rockingham, KG, PC (Yorkshire, 13 de mayo de 1730 - Wimbledon, 1 de julio de 1782), conocido como el Hon. Charles Watson-Wentworth antes de 1733, el vizconde Higham entre 1733 y 1746, conde de Malton entre 1750 fue un estadista británico Whig más conocido por sus dos mandatos como primer ministro de Gran Bretaña.
Se convirtió en el patrón de muchos Whigs y ha servido como Whig Grandee. Sus dos más altos cargos fueron el de primer ministro y líder de la Cámara de los Lores, sin embargo fue muy influyente durante sus años y servicios. Destinado por su posición personal, más que por su talento, que era mediocre, a desempeñar un elevado papel, ingresó en el partido Whig que lideraba el duque de Newcastle y en 1763 fue primer lord del Tesoro, en el gabinete de concentración, pero se vio obligado a dimitir seis años después a causa de las dificultades de la política seguida en la entonces colonia inglesa de América del Norte. Durante diez años, figuró en la oposición, que ejerció de forma enérgica; pero, cansado, al fin, abandona su escaño en la Cámara de los Lores, en 1776, para reaparecer en 1778, censurando vivamente la guerra contra América, la política irlandesa y la ruptura con Holanda. En abril de 1782 se encargó de la formación de un ministerio, cuyo primer acto fue asegurar la independencia política de Irlanda. Cinco meses después, falleció.

## Referencias

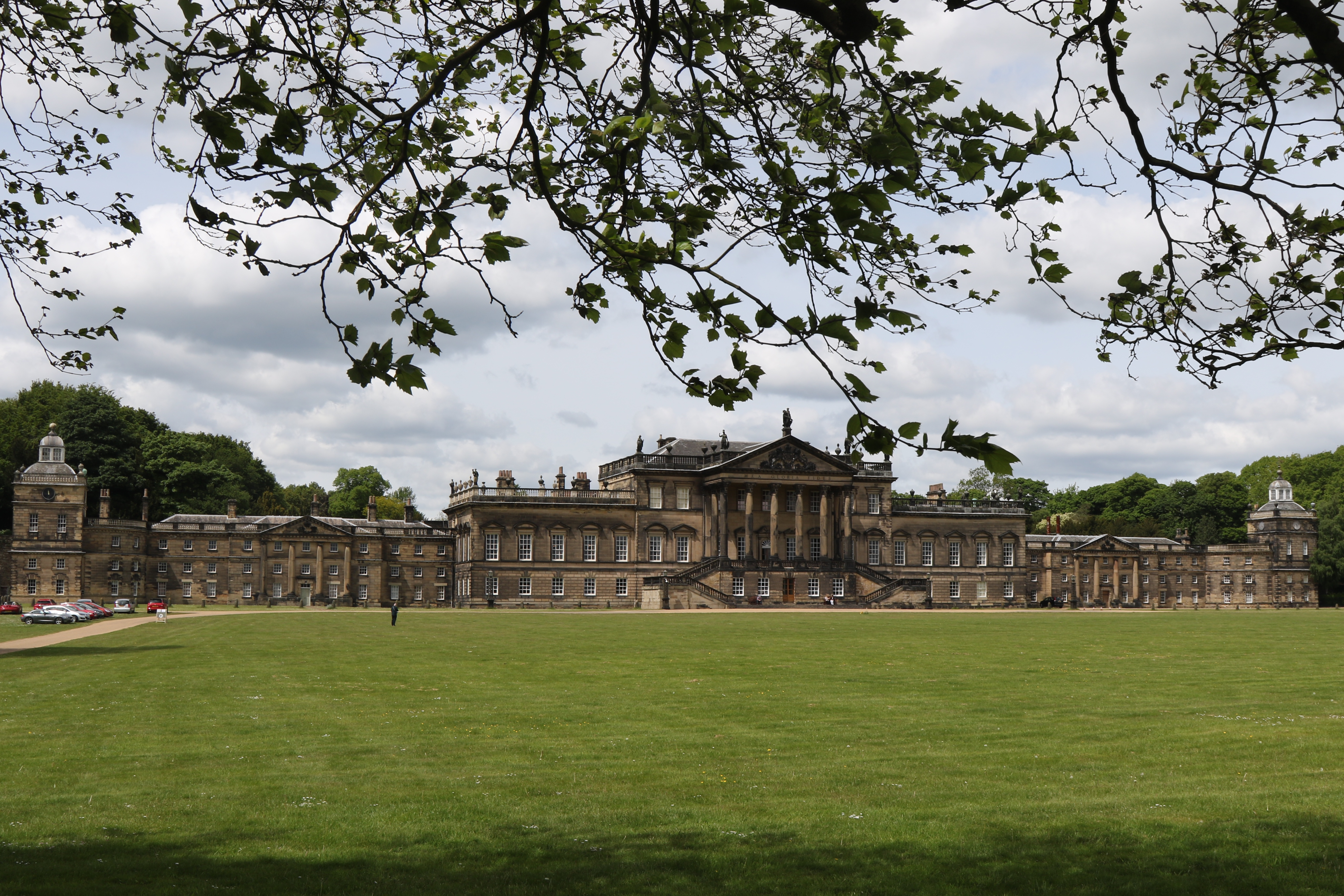
Wentworth Woodhouse